# Joseph P. Martino
Joseph Paul Martino (geboren am 16. Juli 1931 in Warren, Ohio; gestorben am 29. Juli 2022 in Lima, Ohio) war ein amerikanischer Science-Fiction-Autor und Wissenschaftsberater.

## Leben
Martino studierte an der Miami University und an der Purdue University, wo er mit dem Master abschloss. Anschließend promovierte er an der Ohio State University. 
Nach seinem Studium arbeitete er für die US Air Force am Air Force Office of Scientific Research in Arlington, zuletzt im Rang eines Colonels.
Nach seiner Arbeit für das Militär arbeitete er als Wissenschaftler am University of Dayton Research Institute, wo er sich mit Fragen der Futurologie, der Technologiefolgenabschätzung und der Entscheidungsfindung in der Forschungspolitik befasste. Sein Lehrbuch über Technological Forecasting for Decision Making wurde mehrfach aufgelegt, zuletzt 1993.
1960 veröffentlichte er die Science-Fiction-Erzählung Pushbutton War und in den folgenden Jahrzehnten ein gutes Dutzend weiterer Erzählungen, die der Hard-SF zugerechnet werden. Er war ein Mitglied des First Fandom, zeitweise Herausgeber von Scientifiction: The First Fandom Report und wurde 2010 mit dem First Fandom Hall of Fame Award ausgezeichnet. 

## Bibliografie
SF-Kurzgeschichten
- Pushbutton War (1960)
- Delivery Tube (1966)
- … Not a Prison Make (1966)
- Tunnel Warrior (1966)
- To Change Their Ways (1967)
- Security Measure (1967)
- Brain Drain (1968)
- Secret Weapon (1968)
- Persistence (1969)
- Zero Sum (1971)
- The Iceworm Special (1981)
- Pandora’s Printout (1983)
- Paper Virus (1993)
- To Have What It Takes (2000)
- A Bridge in Time (2007)

Sachliteratur
- Technological Forecasting for Decisionmaking. Elsevier, New York 1972, ISBN 0-444-00122-0.
- An Introduction to Technological Forecasting. Gordon and Breach, London 1972, ISBN 0-677-15050-4.
- Research and development project selection. Wiley, New York 1995, ISBN 0-471-59537-3.

Herausgeber
- Long Range Forecasting and Planning : A Symposium Held in Denver – Colorado, 16–17 August 1966. Office of Aerospace Research, Arlington, VA 1966.
- Long Range Forecasting Methodology : 2nd Symposium, Alamogordo – New Mexico., 11–12 October 1967. Office of Aerospace Research, Arlington, VA 1968.